# 靖康の変
靖康の変（せいこうのへん）は、1127年、宋（北宋）が、女真族（後世の満洲族の前身）を支配層に戴く金に敗れて華北を失った事件。靖康は当時の宋の年号である。

## 北宋政府の燕雲十六州奪還作戦の失敗
元々、中国本土の北宋国は五代十国の時代に遼国の領土となっていた燕雲十六州を奪還したいと望んでいたが、1004年には奪還に失敗して澶淵の盟を結ばざるを得なくなっており、燕雲十六州は遼の領土となっていた。これは、これまで野蛮人として見下していた騎馬民族による征服王朝が中国本土の一部を120年間占拠し続ける異常事態であり、このため、失地奪還が国是となっていた。遼が衰え、満洲地方で金が起こったため、金国と中国本土の北宋国は共同で両国の間にある遼国（契丹国）を滅ぼさんとした同盟関係（海上の盟）を1012年に締結していた。
こうして1125年に北宋・金連合軍は遼に攻め込んだものの、金軍は遼の北部、熱河方面から攻め込んで金のほぼ全土を制圧し、天祚帝を捕らえたものの、北宋軍はほとんど戦果を上げることが出来ず、北宋の分担地域まで金軍が制圧し、領土を返すありさまであった。このため、援軍の代金として朝貢額を上乗せして払うと北宋は金に約束した。

## 違約による靖康二年の北宋滅亡
ところが、金が遼を滅ぼして宋に領土を約束通り割譲したにもかかわらず、約束の歳幣（資金など）を払わなかったため、違約に怒った金軍が1126年に宋の首都・開封を攻撃した。1126年の侵攻のときは、北宋側が詫びを入れて朝貢額を更に上乗せすることを約束したものの、巨額の朝貢は払うことが出来ない額であった。債務履行できなかったことに金はいよいよ怒り、翌年1127年4月（宋の靖康二年）に金は大規模な侵攻を行った。開封を陥落させ北宋宮廷の財産をすべて奪い、北宋の皇帝(欽宗)と太上皇(徽宗)の二人も俘虜になった。また、皇族の殆どや宮廷に仕えていた宦官・宮女・職人の類もすべて金に奪われている。これにより北宋は滅亡した。

## 北宋政権の自滅
北宋は同盟関係にもかかわらず、遼の残党と通謀して金を裏切ろうとしたり、以前金に攻められた時に約束した賠償金を不払いだったりするなど、新興国の金を小馬鹿にした態度を取り続けたために金軍が国都を攻撃したものであった。徽宗もおべっかつかいの近臣にだまされて判断をことごとく誤り、金軍が開封城に迫ってくる段になってようやく「朕は元々馬鹿者で、世襲でなっただけだった。（それなのに）直言を嫌がり、奸臣にだまされて、おべっかばかりを聞いていた。そのため奸臣が跳梁跋扈して賢臣たちを追放し、政治も怠けていた」と反省する始末であった。徽宗は自己批判して勤王の士を募り、退位して息子に譲位したが、民心は北宋を離れており、勤王の士もろくろく集まらぬまま時既に遅く北宋は滅んだのであった。歴史学者の愛宕松男は「他の地方はほとんど被害を受けず、ただ首都だけがこつ然と消えてしまった」「為政者が無能なために打つべき手を打たず、首都を孤立させたまま強敵の攻撃にさらし、自滅したまでである」と厳しく北宋政権の無為無策を批判している。

## 戦後処理
逆に金軍も中国全土を支配するほどの力量を欠き、統治機構も整わなかったために北宋の高官張邦昌に傀儡政権を組織させて占領地を統治させる有り様であった。なお、皇族の一人（欽宗の弟・康王）が南に逃れて南宋を建国した。